# Rewolucyjna Liga Robotnicza Polski
Rewolucyjna Liga Robotnicza Polski – trockistowska grupa opozycyjna w PRL założona w 1971 r. we Francji przez emigrantów z 1968 roku: Stefana Bekiera, Józefa Goldberga i Henryka Paszta. W kraju do współpracowników Ligi należał Ludwik Hass. Po Sierpniu 1980 r. RLRP znalazła grupę zwolenników wśród członków "Solidarności" na Górnym Śląsku (m.in. Stefan Pałka). W 1983 r. na skutek rozłamu zaprzestała działalności w kraju. Organem RLRP było pismo "Walka Klas".